# Písečný ptáček
Písečný ptáček (v anglickém originále The Sandpiper) je americké filmové drama režiséra Vincente Minnelliho. Hlavní roli malířky Laury Reynolds ztvárnila Elizabeth Taylorová. Ta žije v dřevěném domku mimo civilizaci na kalifornské pláži. Doma vzdělává svého syna a nastal čas, aby ho dala do normální školy, což ona sama nechce.

## Obsazení
| Elizabeth Taylorová | Laura Reynolds  |
| Richard Burton      | Edward Hewitt   |
| Eva Marie Saint     | Claire Hewitt   |
| Charles Bronson     | Cos Erickson    |
| Robert Webber       | Ward Hendricks  |
| James Edwards       | Larry Brant     |
| Torin Thatcher      | Judge Thompson  |
| Tom Drake           | Walter Robinson |
| Douglas Henderson   | Paul Sutcliff   |
| Morgan Mason        | Danny Reynolds  |